# Institut La Persagotière
Das Institut La Persagotière ist eine spezialisierte Bildungseinrichtung für junge gehörlose und schwerhörige Menschen in Nantes, die seit Mitte des 19. Jahrhunderts im château de la Persagotière ansässig ist.
Seit 2020 heißt es infolge der Fusion mit dem Institut Les Hauts-Thébaudières in Vertou Institut Public Ocens und nimmt nun auch junge Menschen mit Sehbehinderungen sowie Kinder mit Störungen aus dem Autismus-Spektrum, Sprachstörungen und anderen Verhaltensstörungen auf.

## Standort
Seit 2021 befindet sich das Institut im Stadtteil Nantes Sud, in der Rue René Dunan 2, unweit des Ufers der Sèvre Nantaise und des Krankenhauses Saint-Jacques. Zuvor befand es sich unter der Nummer 30 rue Frère-Louis.

## Geschichte

### Gründung derÉcole Dunanin derrue Crébillon

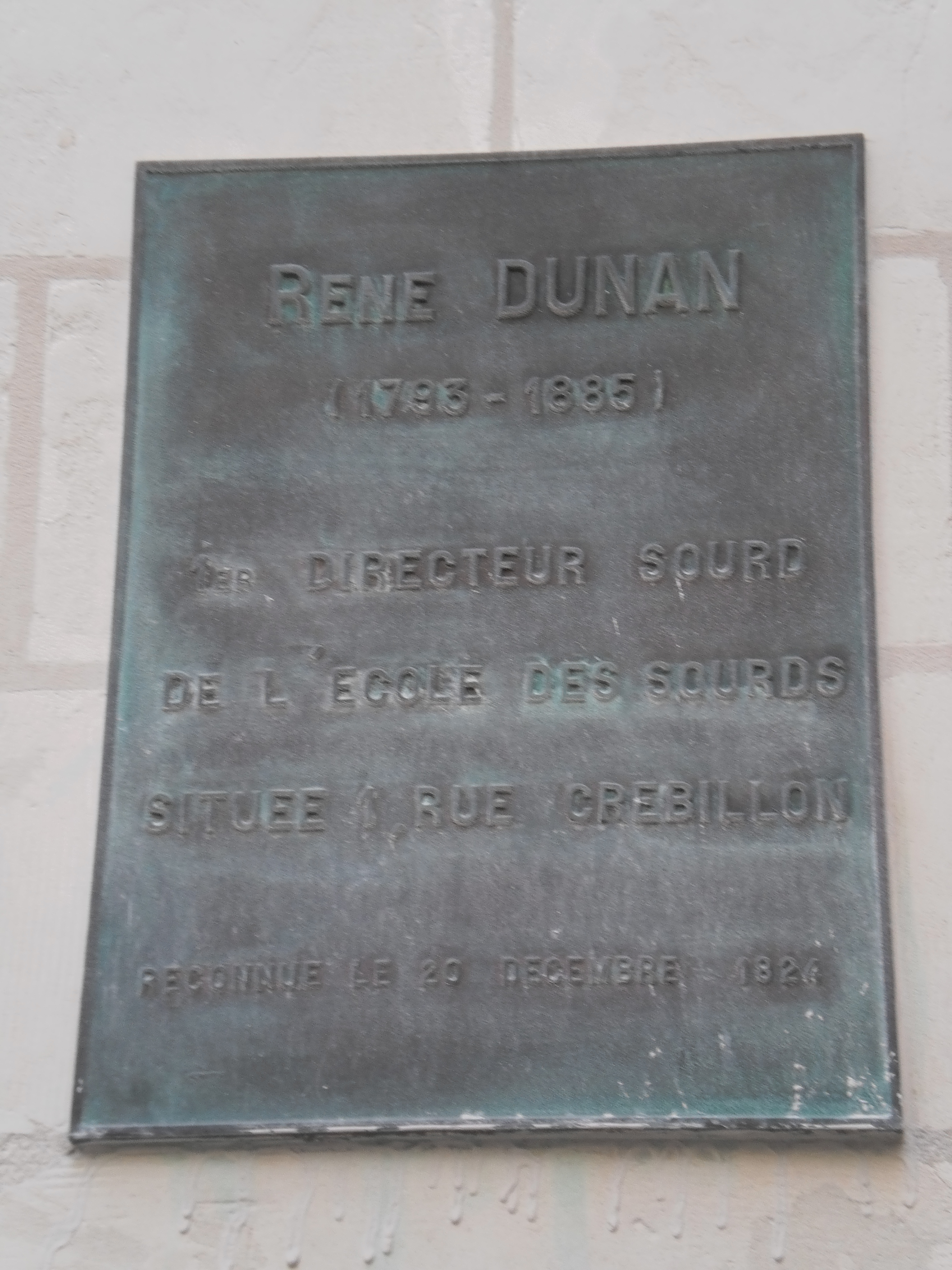
Gedenktafel in der rue Crébillon (Nantes) zu Ehren René Dunan

Um 1820 unterrichtete der aus Nantes stammende Pädagoge und Gehörlose Henri Dunan (1793–1885), der selbst in Paris und Auray von Roch-Ambroise Cucurron Sicard (Abbé Sicard) ausgebildet worden war, ein Dutzend Gehörlose in seinem Geburtshaus in der Rue Crébillon 1, wo seine Eltern ein Lebensmittelgeschäft betrieben.
Im Dezember 1824 interessierte sich der Stadtrat von Nantes für seine Arbeit und gewährte ihm 1826 einen Kreditzuschuss von fünfhundert Francs. René Dunan stellte den Plan vor, eine richtige Anstalt für Taubstumme zu gründen, da sein Haus nicht mehr ausreichte, um die Schüler unterzubringen. Die Jungen wurden im hospice du Sanitat aufgenommen, während die Mädchen im Maison de la Providence unter der Aufsicht der Schwestern der Weisheit und der pädagogischen Kontrolle von René Dunan untergebracht wurden.
Ab 1827 übernahmen die Brüder des Heiligen Gabriel die alleinige Leitung des Jungenwohnheims.

### Institution départementale des sourds-muets-hospice général Saint-Jacques
Im Jahr 1833 stiftete der Generalrat zehn Departementsstipendien und genehmigte das Projekt, den Pavillon einer ehemaligen Benediktinerabtei zu nutzen: das Priorat Saint-Jacques im Dorf Pirmil, das damals in ein Hospiz für Alte, Waisen und Geisteskranke umgewandelt worden war und aus einem Lehrerzimmer, einem Klassenzimmer und zwei Schlafsälen für 12 bis 15 Schüler bestand.
Um 1834–1835 erreichte die Gemeinde Nantes vom Generalrat der Loire-Inférieure die Verlegung der Schule in das gerade erbaute Hospice général de Saint-Jacques. Der offizielle Status der Schule wird dann ab 1. August 1835, die einer „Abteilungseinrichtung“. Die Schule hat immer noch nur etwa ein Dutzend Kinder.
Im Jahr 1842 erwog die Verwaltung der Hospize von Nantes, die Arbeit von René Dunan weiterzuführen, der immer noch allein unterrichtete und für den die Situation trotz seines Wunsches, weiterzumachen, zunehmend schwieriger wurde. Im Jahr 1842 stellte sich heraus, dass Henri Dunan einige Studenten misshandelte. Die Verwaltung dachte darüber nach, einen Nachfolger für ihn zu finden: Die Hospizkommission und der Generalrat beschlossen, ihn zu entlassen, und 1843 wurde die Schule neu organisiert: Die Jungen der Schule wurden den Brüdern von Saint-Gabriel anvertraut und durch Stipendiaten aus Finistère, Morbihan und Vendée ergänzt. Die Mädchen der Schule gehen nach Auray zu den Schwestern der Weisheit des Institut de Sourds-Muets.
Am 11. Oktober 1843 entlässt die Préfecture René Dunan aus seinem Amt als Lehrer und Direktor. Der Gemeinderat beantragt die Eröffnung neuer Kredite für die Unterbringung der Brüder, die Gehörlose unterrichten können. Benjamin Giraudet (Frère Ildefonse) folgte Henri Dunan von 1843 bis 1846 als Direktor der Schule, dann Dieudonné Gaborit (Frère Emmanuel) von 1846 bis 1850.
Die Räumlichkeiten in Saint-Jacques reichten bald nicht mehr aus: Die Brüder suchten nach einer anderen Niederlassung.

### La Persagotière

#### Einrichtung des Instituts inLa Persagotière
Im Jahr 1850 wurde Louis-Augustin Cailleau (Frère Louis), ein Bruder der Kongregation von Saint-Gabriel, Direktor der Schule. Die Räumlichkeiten in Saint-Jacques reichten bald nicht mehr aus: Die Brüder suchten nach einer anderen Niederlassung. Louis-Augustin Cailleau erwirkte von der Gemeinde Ferdinand Favre, dem Bürgermeister von Nantes, für die Summe von 95.000 Francs den Kauf des Anwesens La Haute Robertière in den südlichen Bezirken von Nantes, das zu diesem Anlass in La Persagotière umbenannt wurde. Dieser Ort in der Nähe des Saint-Jacques-Krankenhauses verfügt über große Räumlichkeiten, die den Bedürfnissen der Studenten gerecht werden. Die 35 Studierenden werden dorthin am 16. November 1856 versetzt.
Zum Zeitpunkt des Kaufs des Anwesens durch den Generalrat des Départements Loire-Inférieure befand es sich im Besitz des Kaufmanns Anselme Bridon, aus Nantes, der Bürgermeister von Pont-Saint-Martin war (zwischen 1830 und 1838).
Henri Dunan lernt den neuen Direktor Louis-Augustin Cailleau (Bruder Louis) kennen, dessen Großzügigkeit es Dunan ermöglicht, in ein Zimmer des neuen Instituts zu ziehen, wo er aufmerksam betreut wird. Dunan genoss dort einen langen und friedlichen Lebensabend und starb am 7. Mai 1885 in seinem Haus, Nummer 20 des „Chemin de Vertou“ (heute rue Frère-Louis), in der Nähe des Ufers der Sèvre Nantaise, nicht weit vom Institut.
Unter der Leitung von Bruder Louis wird auf dem Gelände von La Persagotière eine beträchtliche Entwicklung stattfinden: Anlage eines Gemüsegartens, eines Weinbergs, Anpflanzung von Obstbäumen (Bruder Louis züchtet eine Birnensorte: die René-Dunan-Birne), Blumen (Bruder Louis ist ein leidenschaftlicher Gartenbauer), künstliche Wiesen mit Luzerne, Aufstellung von Kühen, die die Schüler mit Milch versorgen, Kauf eines Esels zum Ziehen eines Karrens, Anlage eines Bauernhofs, Bienenstöcken und einer Kaninchenfarm. An allen diesen Veranstaltungen nehmen Studierende teil. Um immer mehr Studenten unterzubringen, werden neue Gebäude errichtet. Im Jahr 1873 wurde eine der beiden Orangerien vor Ort in eine Kapelle umgewandelt.
Der September 1880, Mailänder Kongress, zensiert die Gebärdensprache und begünstigt die Oralsprache. Dieses Verbot sollte fast ein Jahrhundert lang gelten, bis Simone Veil, die damalige Ministerin für Soziales und Gesundheit, es 1977 teilweise aufhob. In La Persagotière wurde bereits mündlich gesprochen, doch dies erforderte eine Umstrukturierung des Unterrichts, weniger Schüler und den Bau eines zusätzlichen Gebäudes.

#### Institution départementale des sourds-muets et jeunes aveugles de La Persagotière
Nach 40 Jahren an der Spitze von La Persagotière starb Bruder Louis im Januar 1890. An seiner feierlichen Beerdigung nahmen fast zweitausend Menschen teil. Sein Nachfolger wurde Antoine Constantin (Bruder Privat), dessen erste Aufgabe darin bestand, eine neue Abteilung für blinde Kinder zu schaffen, ein Projekt, das Bruder Louis am Herzen lag. Im Jahr 1891 begrüßte La Persagotière vier erste Schüler und zwei blinde Lehrer. Die Schule wurde somit zur Institution départementale des sourds-muets et jeunes aveugles de La Persagotière. Weitere Erweiterungsarbeiten sind notwendig: Ein neuer Trakt wird errichtet. Zu beiden Seiten des Schlosses wurden zwei neue Gebäude errichtet, die die Vorgängerbauten und die heutige Kapelle ersetzten. Zu Beginn des 20. Jahrhunderts gab es mehr als 70 Studenten in La Persagotière.
Zu Beginn des Ersten Weltkriegs 1914 stand die Anstalt leer, da die Studenten Ferien hatten. Sie wurde beschlagnahmt und zum Ergänzungslazarett Nr. 6 umgebaut. La Persagotière nahm daraufhin Kriegsverletzte auf (und wurde insbesondere zu einem Zentrum für Nervenchirurgie), dann ab 1918 Patienten mit der Spanischen Grippe. Während der vier Kriegsjahre kehrten die Studenten nicht an die Anstalt zurück, da ihnen der Unterricht und die Lehrer fehlten, von denen einige mobilisiert wurden. Während und nach dem Krieg wurde unter der Leitung von Alexandre Lemesle (Bruder Benoît) in La Persagotière ein Rehabilitationszentrum für blinde Soldaten eingerichtet, um ihnen die Brailleschrift beizubringen und sie in verschiedenen Berufen (Stühlebau, Korbflechten, Bürstenmachen, Klavier- und Harmoniumstimmen, Maschinenschreiben, Telefonieren usw.) auszubilden. Auch andere Soldaten, die taub, stumm oder stotternd geworden waren, wurden in La Persagotière umerzogen. 4.492 Kriegspatienten und Kriegsverletzte werden in La Persagotière behandelt, das sich damit als führendes Rehabilitationszentrum Frankreichs positioniert.
1918 kehrten die Studenten nach La Persagotière zurück. Während des Krieges wurden dort fließendes Wasser und Elektrizität installiert, was neuen Komfort brachte. In den 1920er und 1930er Jahren expandierte La Persagotière durch den Kauf benachbarter Grundstücke (Les Perrières), und es entstanden neue Lehrberufe: Tischler, Metallverarbeitung, Buchbinder, Schuhmacher, Schlosser, Maler. Die Schule wird modernisiert: Kauf eines Autos, Organisation von damals denkwürdigen Jahrmärkten (mit Paraden, Shows, Sportaktivitäten, Ständen, Theater, Konzerten, Themen) für wohltätige Zwecke während des gesamten 20. Jahrhunderts, Gründung einer Vereinigung ehemaliger Studenten und Herausgabe einer Zeitung: Écho de famille, heute die Zeitschrift L'Écho, die 1908 von Alexandre Lemesle (Bruder Benoît) gegründet wurde, als er noch in Poitiers war.
Im Jahr 1924 feierte die Schule ihr hundertjähriges Bestehen: Vor dem Haupteingang des Zentralgebäudes wurde ein Denkmal eingeweiht: eine Granitbüste von Bruder Louis, die auf einem hohen Sockel steht. Die vor der Schule vorbeiführende Straße wurde später in Rue Frère-Louis umbenannt.
1939 brach der Zweite Weltkrieg aus und René Cariou (Bruder Antoine de Jésus) trat die Nachfolge des alternden Alexandre Lemesle (Bruder Benoît) an. Die Rückkehr in die Schule für 50 Gehörlose und 30 Blinde findet statt, doch zwei Wochen später muss La Persagotière erneut zu einem Krankenhaus (spezialisiert auf Psychiatrie und Neurologie) für Kriegsverletzte umgewidmet werden, mit denen die Schüler trotz Platzmangels zusammentreffen werden. Es werden Baracken gebaut. Die Schule verliert ihre Lehrer, die mobilisiert werden.
1943 wurde Nantes bombardiert und La Persagotière war bedroht: Kinder und Lehrer mussten fliehen und wurden ins Château de La Louisière in Les Herbiers in der Vendée evakuiert. Im August 1944 sind die Amerikaner in Nantes und befreien die Stadt. René Cariou (Bruder Antoine de Jésus) kehrt nach La Persagotière zurück, das sich in einem schrecklichen Zustand befindet (unter der Burg wurde ein Tunnel gegraben, Schienen und Steinblöcke sind aufgestapelt) und entkommt kurz darauf einem Feuer.
Nach dem Krieg wurde La Persagotière wieder aufgebaut: Eine neue Nähwerkstatt wurde eröffnet. 1949 wurde Joseph Allaire (Bruder Aristide-Marie) der neue Direktor. In den 1950er Jahren wurden Ausflüge, Reisen und Pilgerfahrten organisiert, insbesondere nach Pornic, wo die Einrichtung ein schönes Anwesen in La Joselière (Villa Sainte-Anne) besaß, ein Geschenk einer Wohltäterin aus dem Jahr 1923. Im Jahr 1955 nahm das Institut vier Nonnen aus Angers auf, darunter zwei Krankenschwestern. Im Jahr 1956 feierte La Persagotière sein hundertjähriges Bestehen.
Zu Beginn des Schuljahres 1971 wurde La Persagotière, das seit 1843 nur Jungen aufgenommen hatte, wieder gemischt und nahm nun auch gehörlose Mädchen auf.
Ab 1975 wurden die ausscheidenden Brüder schrittweise durch Laien ersetzt. Der letzte ging 1999.

### Gründung desInstitut Les Hauts-Thébaudièresin Vertou
1974 wurde Yvon Garrec (Bruder Yvon-Marie), Professor seit 1940, Direktor. In diesem Jahr verließ die gesamte Blindenabteilung den Standort La Persagotière und zog nach Vertou, an den Standort Hauts-Thébaudières, der dem Institut von der Stadt Vertou zur Verfügung gestellt worden war.
Im Jahr 1975 musste La Persagotière beginnen, sich zu verselbständigen und eine öffentliche Einrichtung zu werden: Bruder Yvon-Marie musste neue Dienste wie das Zentrum für medizinisch-soziale Frühförderung und die Integration in ein normales Schulumfeld schaffen.
Das Institut Les Hauts-Thébaudières wird sich von 1974 bis 2020 unabhängig von La Persagotière entwickeln und sehbehinderte sowie autistische und geistig behinderte Kinder aufnehmen. Im Jahr 2020 wird das Institut mehr als 260 Fachkräfte beschäftigen.

### ÖffentlichesInstitut Ocens

#### Zusammenführung von La Persagotière und Hauts-Thébaudières
La Persagotière heißt weiterhin hörgeschädigte Kinder sowie Kinder mit Sprachstörungen (Aphasie, Legasthenie, Dysphasie, Dyspraxie) und anderen Dysfunktionsstörungen (Dysorthographie, Dyskalkulie, Dysgraphie), Aufmerksamkeitsstörungen (ADHS) oder Verhaltensstörungen willkommen.
Bei La Persagotière war Yvon Garrec (Bruder Yvon-Marie) bis 1982 noch Direktor. Ihm folgten von 1982 bis 1993 Jean-Claude Kermarrec, von 1993 bis 2004 Stéphane Urbanczyk, 2004 Jean Briens (interimistisch) und seit 2005 Fanny Sallé.
Nach dem Gesetz für gleiche Rechte und Chancen, Teilhabe und Staatsbürgerschaft von Menschen mit Behinderungen (2005) und dem Orientierungs- und Programmgesetz für die Neugründung der Schule der Republik (2013) sind die beiden Institute keine Schulen mehr, sondern Institute zur Unterstützung der schulischen Inklusion: Die Schüler werden in normalen Schulen unterrichtet und von Fachlehrern unterstützt (ULIS-System (Unité Localisée pour l'Inclusion Scolaire)).
Seit Anfang der 2010er Jahre erwägt das seit 1974 in Vertou ansässige Institut Les Hauts-Thébaudières, das 17 Hektar große Gelände aufzugeben, das es seit vier Jahrzehnten in der Landschaft von Vertou, etwa 2,3 Kilometer von der Stadt entfernt, bewohnt und das nicht an öffentliche Verkehrsmittel angebunden ist. Das am Rande der Sèvre Nantaise gelegene, abschüssige Gelände wird von der Leitung der Einrichtung, in der teilweise schwerbehinderte Kinder untergebracht sind, die sich im Rollstuhl fortbewegen, mittlerweile als ungeeignet erachtet. Darüber hinaus entstehen aufgrund des maroden Zustands der Räumlichkeiten aus den 1970er Jahren jährlich erhebliche Betriebs- und Instandhaltungskosten.
Die aufkommende Idee einer Fusion zwischen La Persagotière und Les Hauts-Thébaudières ist Teil der nationalen Leitlinien, die von der Agence régionale de santé mit vier Zielen unterstützt werden:
- die Bündelung von Ressourcen (insbesondere zur Unterstützung der Immobilienverlagerung der Aktivitäten des Hauts-Thébaudières-Instituts);
- Verbesserung der Qualität und Vielfalt des Dienstleistungs- und Streckenangebots;
- Stärkung der Fachkompetenz im Bereich der sensorischen und sprachlichen Defizite, der Störungen des Autismus-Spektrums sowie im spezifischen Bereich der frühen Kindheit;
- die Entwicklung der Innovationskraft und Handlungsmacht der öffentlichen Hand.

#### Neubau
Im Jahr 2012 wurde ein Sanierungsprojekt für den Standort La Persagotière gestartet. Das Institut verlässt die Gebäude, in denen es 160 Jahre lang lebte, und zieht in einen Neubau in der Nähe um, dessen Bau 2014 begann und im September 2015 eingeweiht wurde.
Im Jahr 2018 begann die Neugestaltung des Geländes La Persagotière, die bis Ende 2021 abgeschlossen sein soll. Alle alten Gebäude (einschließlich der Turnhalle) wurden abgerissen und das Gelände dekontaminiert. Nur das Schloss (Herrenhaus) (geschützt und als Teil des Kulturerbes von Nantes aufgeführt) und die Kapelle sind erhalten geblieben und wurden renoviert, um sich in das Landschaftsprojekt einzufügen.
Durch diese Entwicklung entsteht eine neue Wohnsiedlung bestehend aus mehreren (kollektiven) Immobilienkomplexen mit Wohnnutzung unter dem Namen „Domaine de la Persagotière“. Darüber hinaus hat die Stadt Nantes einen Teil des Geländes erworben und beteiligt sich an der Entwicklung durch die Integration eines öffentlichen Parks und Gartens mit Blick auf die Sèvre Nantaise. Die Idee besteht darin, in die Landschaft dieser neuen Entwicklung einen „grünen Korridor“ einzubeziehen, der sich vom oberen Teil des Anwesens bis zu seinem unteren Teil erstreckt und sich allmählich zum Flussufer hin öffnet.
Im Jahr 2021 werden im Rahmen dieses Projekts 300 bis 400 Wohneinheiten (davon 20 % Sozialwohnungen) entstehen.
Im Jahr 2023 wird ein zweites Gebäude eingeweiht, in dem ein Teil der Dienste von Hauts-Thébaudières untergebracht wird.

#### Gründung desInstitut Public Ocens
Am 1. Januar 2020 fusionierte La Persagotière mit Les Hauts-Thébaudières und stellte damit eine „Rückkehr zu den Quellen“ für das zweite Institut dar, das sich im Jahr 1974 von diesem abgespalten hatte, nachdem sich die vorherige Institution départementale des sourds-muets et jeunes aveugles de La Persagotière aufgespalten hatte: Aus den beiden Instituten entstand so eine neue gemeinsame Einheit: das Institut Public Ocens, das von Fanny Sallé geleitet wird, die bereits seit 2005 Direktorin von La Persagotière ist.
Im Jahr 2023 wird ein Teil der Dienstleistungen für Sehbehinderte in Hauts-Thébaudières in die neuen Gebäude von La Persagotière verlegt. Die Hauts-Thébaudières werden etwa 2026–2028 dauerhaft umgesiedelt.
Das Public Ocens Institute ist heute ein öffentliches medizinisch-soziales Institut, das den Bestimmungen des Gesetzes 2002.2 zur Erneuerung sozialer und medizinisch-sozialer Maßnahmen unterliegt. Aufgenommen werden weiterhin gehörlose und schwerhörige Jugendliche, blinde und sehbehinderte Jugendliche, Jugendliche mit Sprachstörungen (Aphasie, Legasthenie, Dysphasie, Dyspraxie, Dysorthographie, Dyskalkulie, Dysgraphie), autistische und geistig behinderte Jugendliche sowie Kinder mit Aufmerksamkeitsdefizitstörung (ADHS) oder Verhaltensstörungen, mit oder ohne damit verbundene Behinderungen.
Zusätzlich zu seinen beiden Standorten in Nantes (La Persagotière und Route de Clisson) und Vertou (Les Hauts-Thébaudières) ist das Public Ocens Institute auch im Département Loire-Atlantique mit zwei Zweigstellen in Saint-Nazaire und Châteaubriant sowie ab Beginn des akademischen Jahres 2024 in Nort-sur-Erdre und etwa 2026–2028 in Saint-Sébastien-sur-Loire tätig.

### Direktoren
- 1824–1843: René Dunan
- 1843–1846: Benjamin Giraudet (Frère Ildefonse)
- 1846–1850: Dieudonné Gaborit (Frère Emmanuel)
- 1850–1890: Louis-Augustin Cailleau (Frère Louis)[19][8]
- 1890–1918: Antoine Constantin (Frère Privat)[20]
- 1918–1939: Alexandre Lemesle (Frère Benoît)[8][21]
- 1939–1949: René Cariou (Frère Antoine de Jésus)
- 1949–1974: Joseph Allaire (Frère Aristide-Marie)[22]
- 1974–1982: Yvon Garrec (Frère Yvon-Marie)
- 1982–1993: Jean-Claude Kermarrec
- 1993–2004: Stéphane Urbanczyk
- 2004–2004: Jean Briens (intérim)
- seit 2005: Fanny Sallé[23][24]

## Architektur

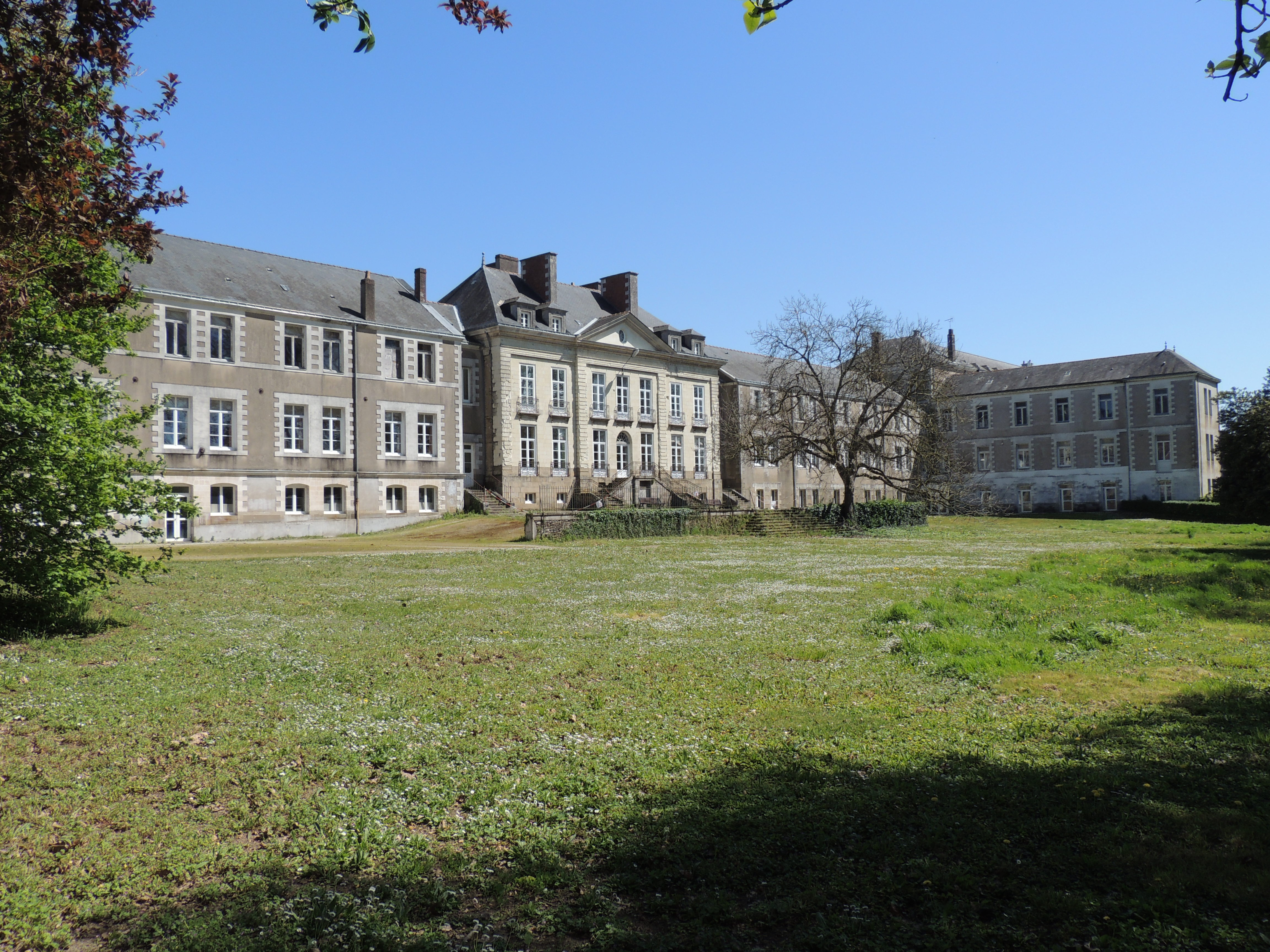
Übersicht der Gebäude (Südwestfassade)

Die bestehende Grundfläche aller Institutsgebäude beträgt 12.000 m², errichtet auf einer Grundstücksfläche von 4,23 Hektar.

### Schloss
Das Schloss, das sich im Herzen der Stätte befindet, steht unter Denkmalschutz und ist Teil des Kulturerbes von Nantes.
Das Gebäude dient als Kulisse für eine Szene in Emmanuel Courcol Film Ceasefire aus dem Jahr 2017.

### Kapelle
Mit dem Bau der Kapelle, die etwa sechzig Meter westlich des Schlosses liegt, wurde 1856 an der Stelle einer Orangerie begonnen. Sie wurde 1873 eingeweiht. Auch wenn er als Architekt des Departements das Projekt bestätigte, ist der Beitrag von Saint-Félix Seheult zum Werk nicht sicher. Im Rahmen des Projekts zur Neustrukturierung des Standorts ist seine Eintragung in das Kulturerbe von Nantes geplant.

## Galerie

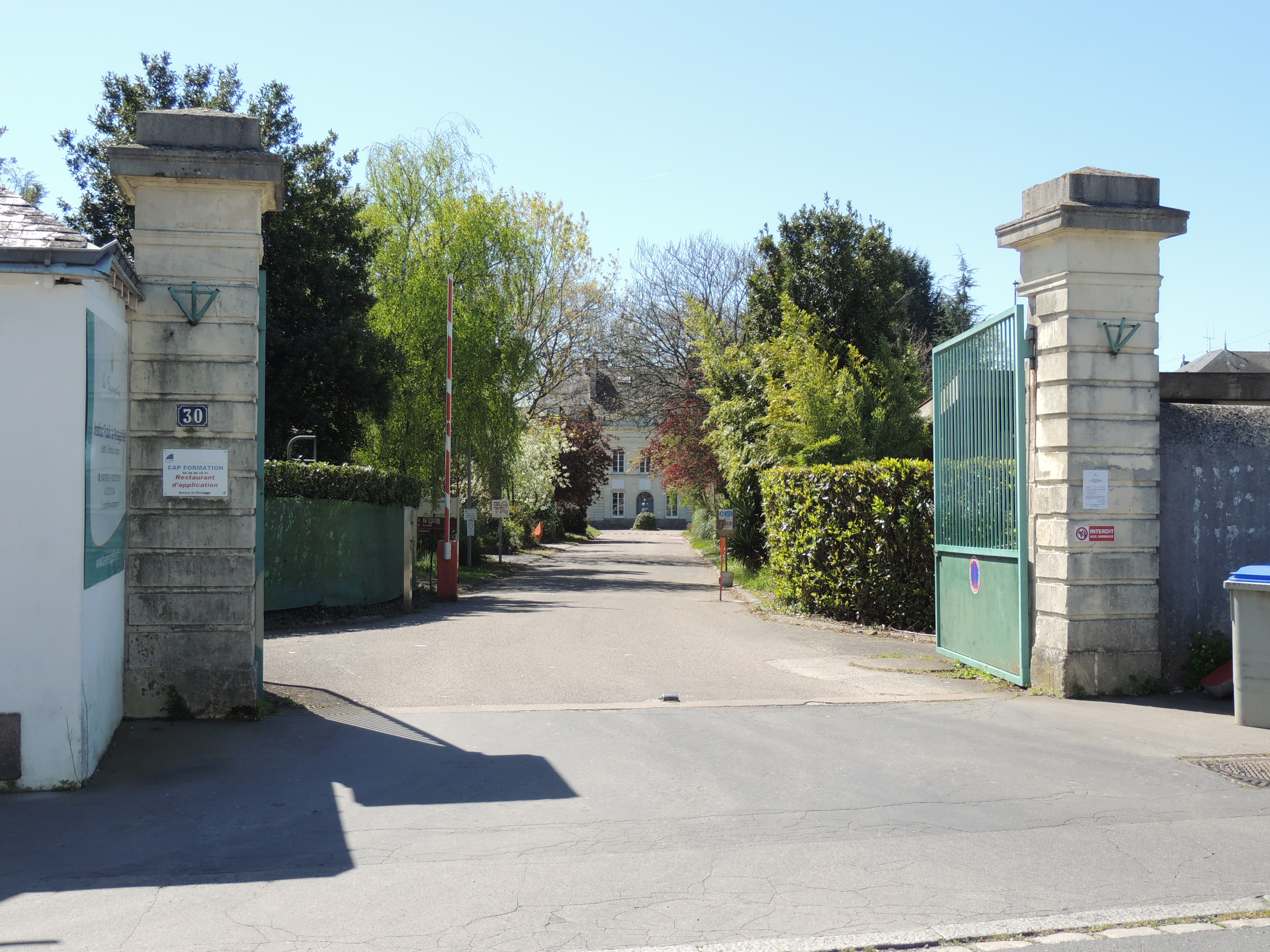
Portail et allée centrale
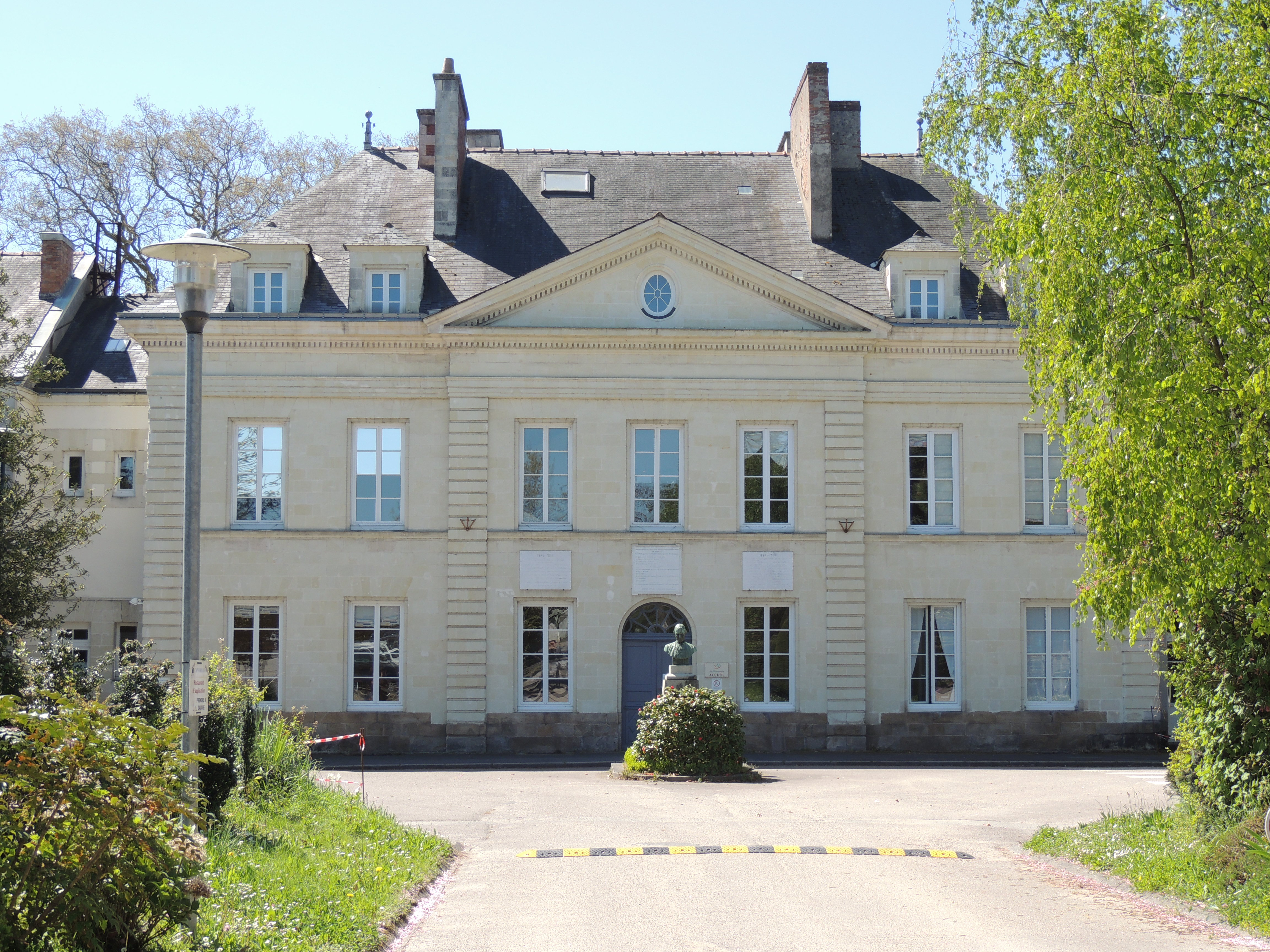
Château: Façade nord-est
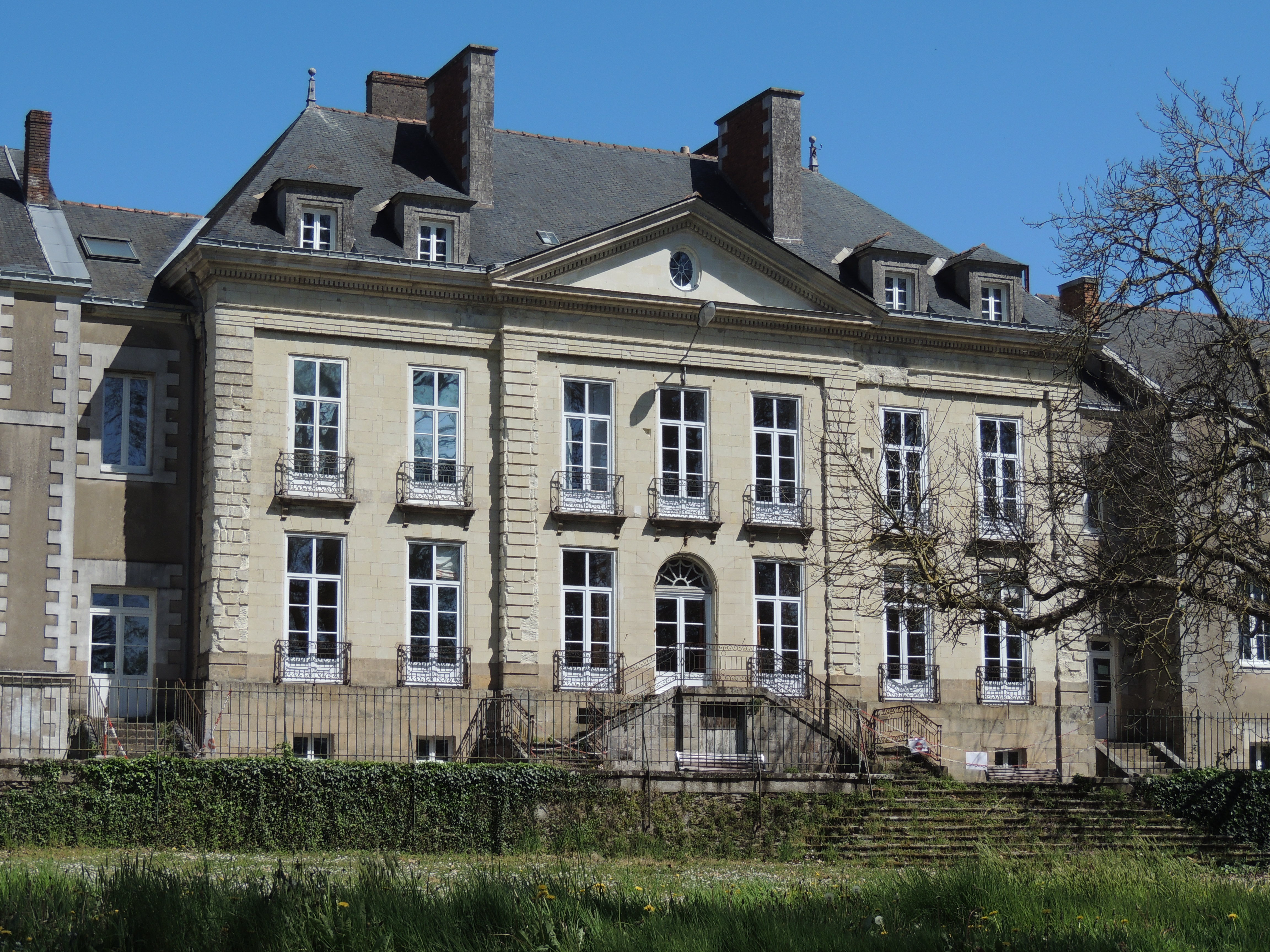
Château: Façade sud-ouest
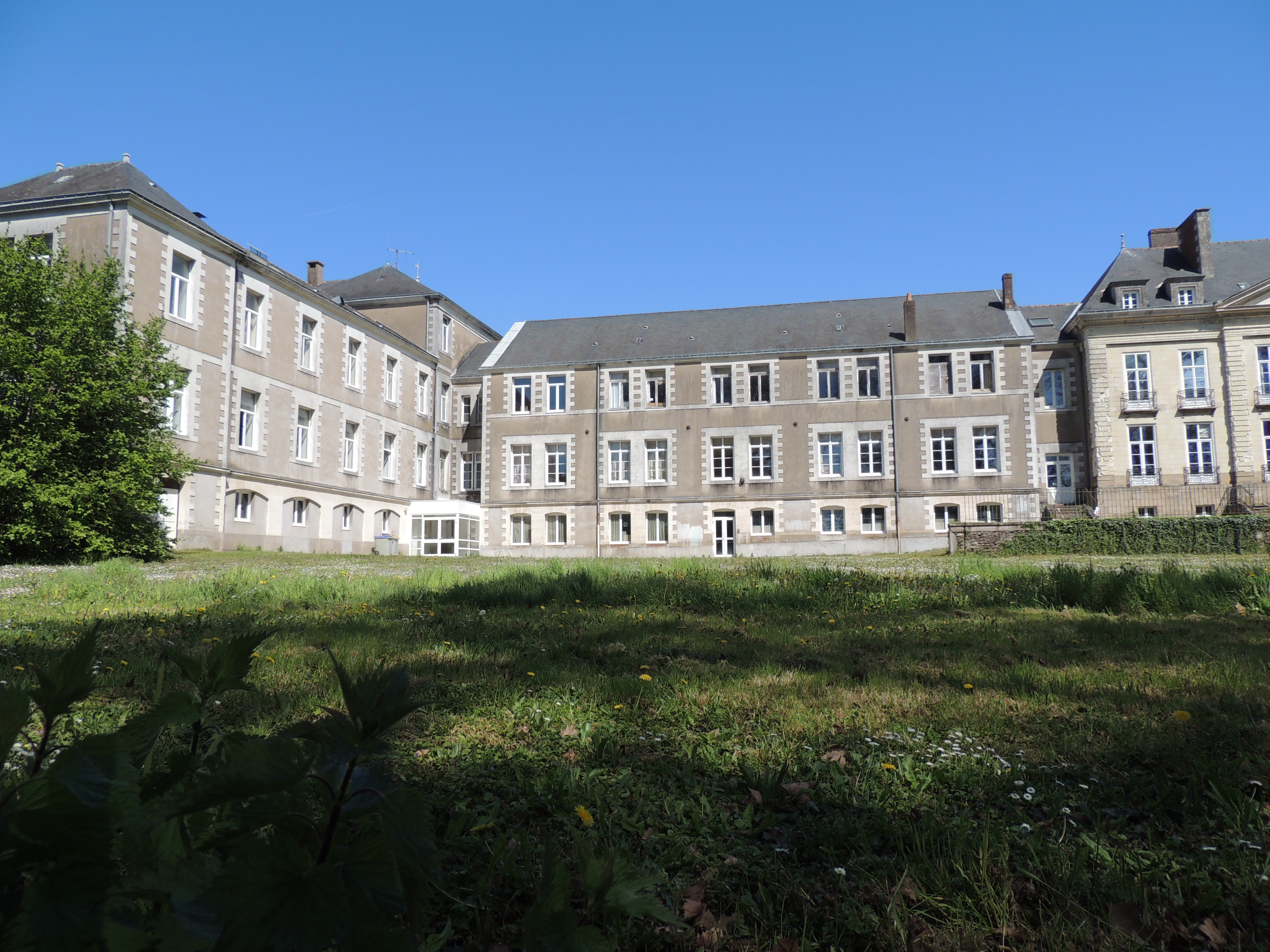
Aile nord, façade sud-ouest
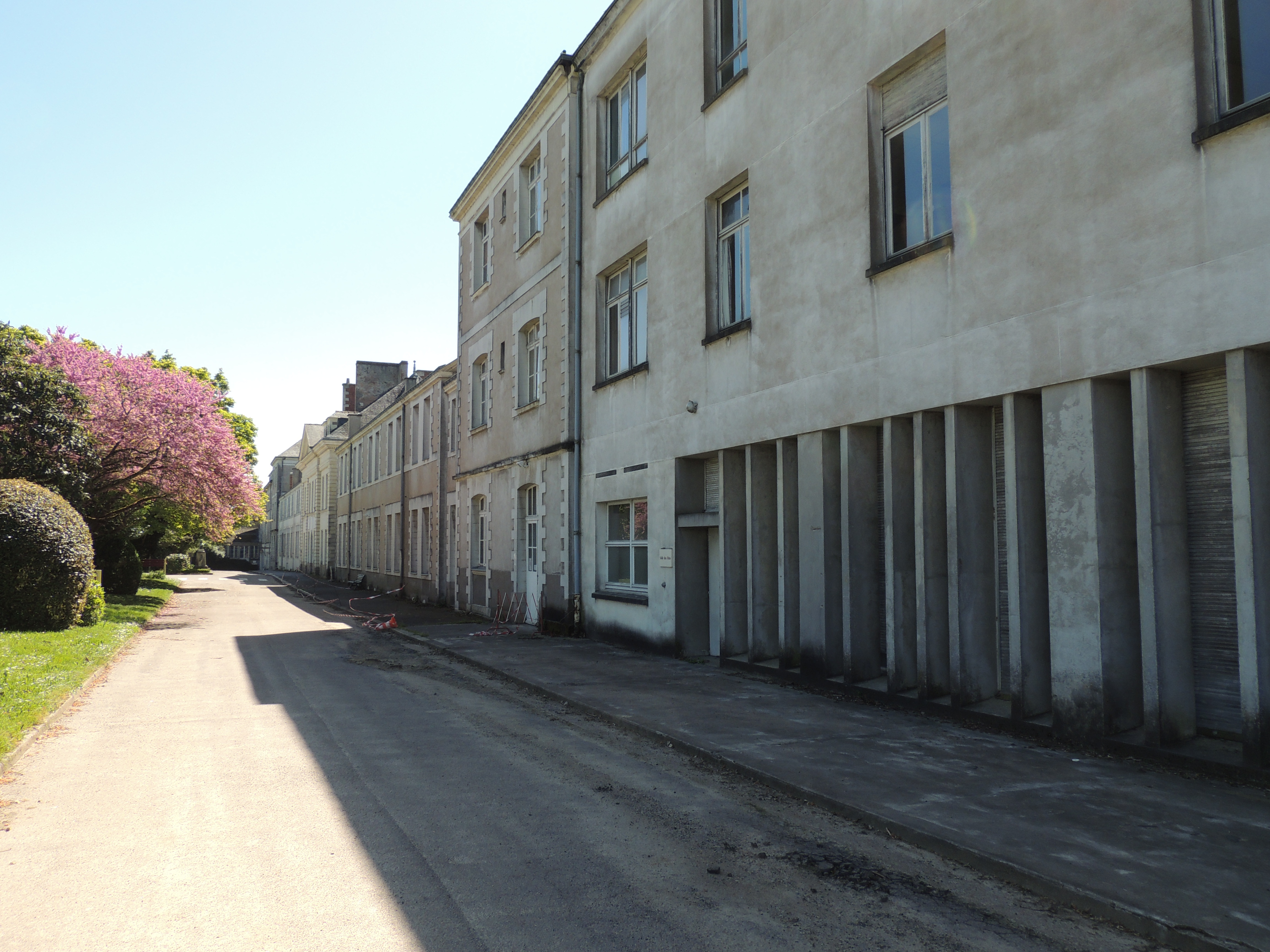
Ensemble des bâtiments: façade nord-est
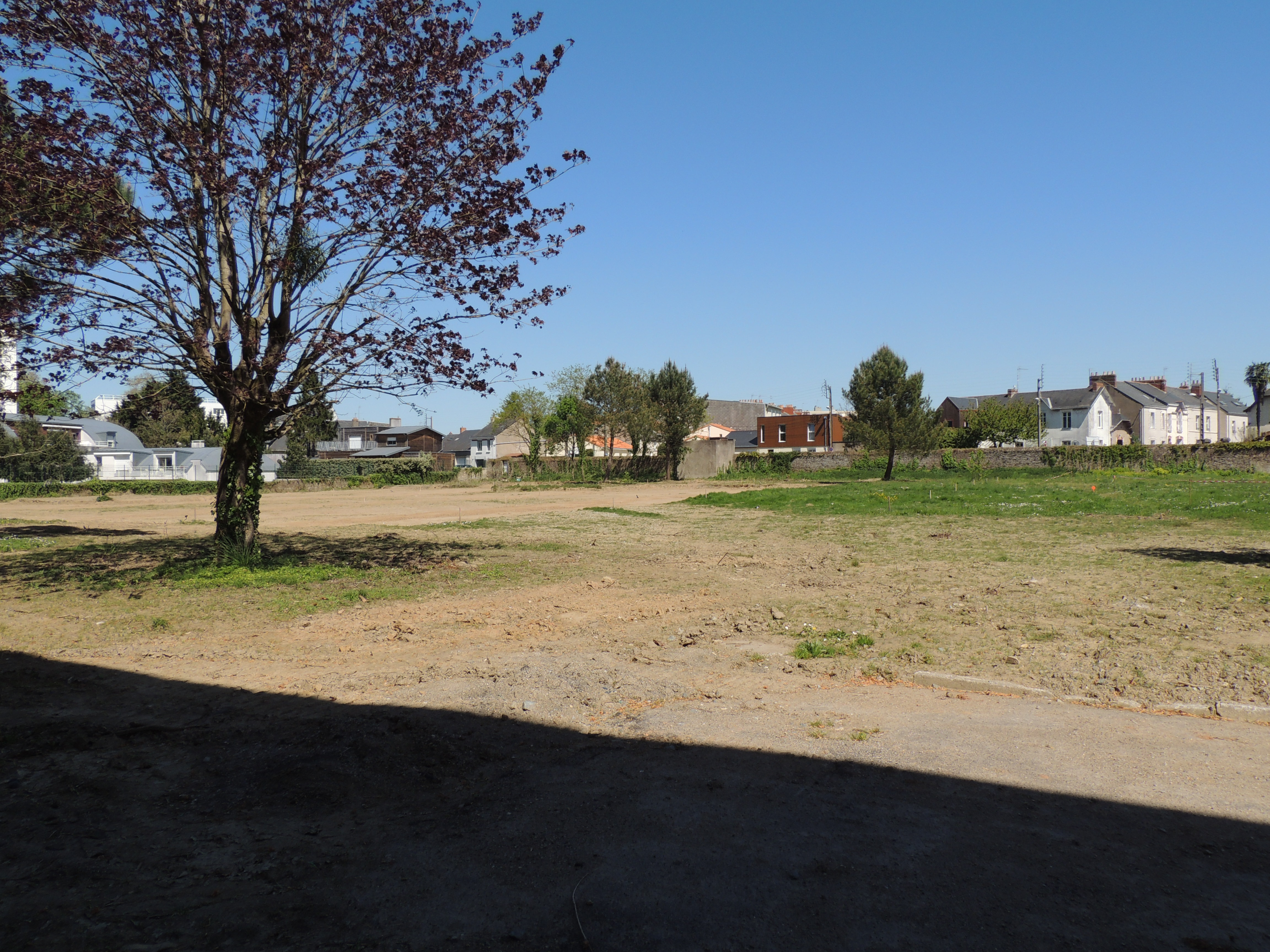
Terrain d'implantation du futur institut
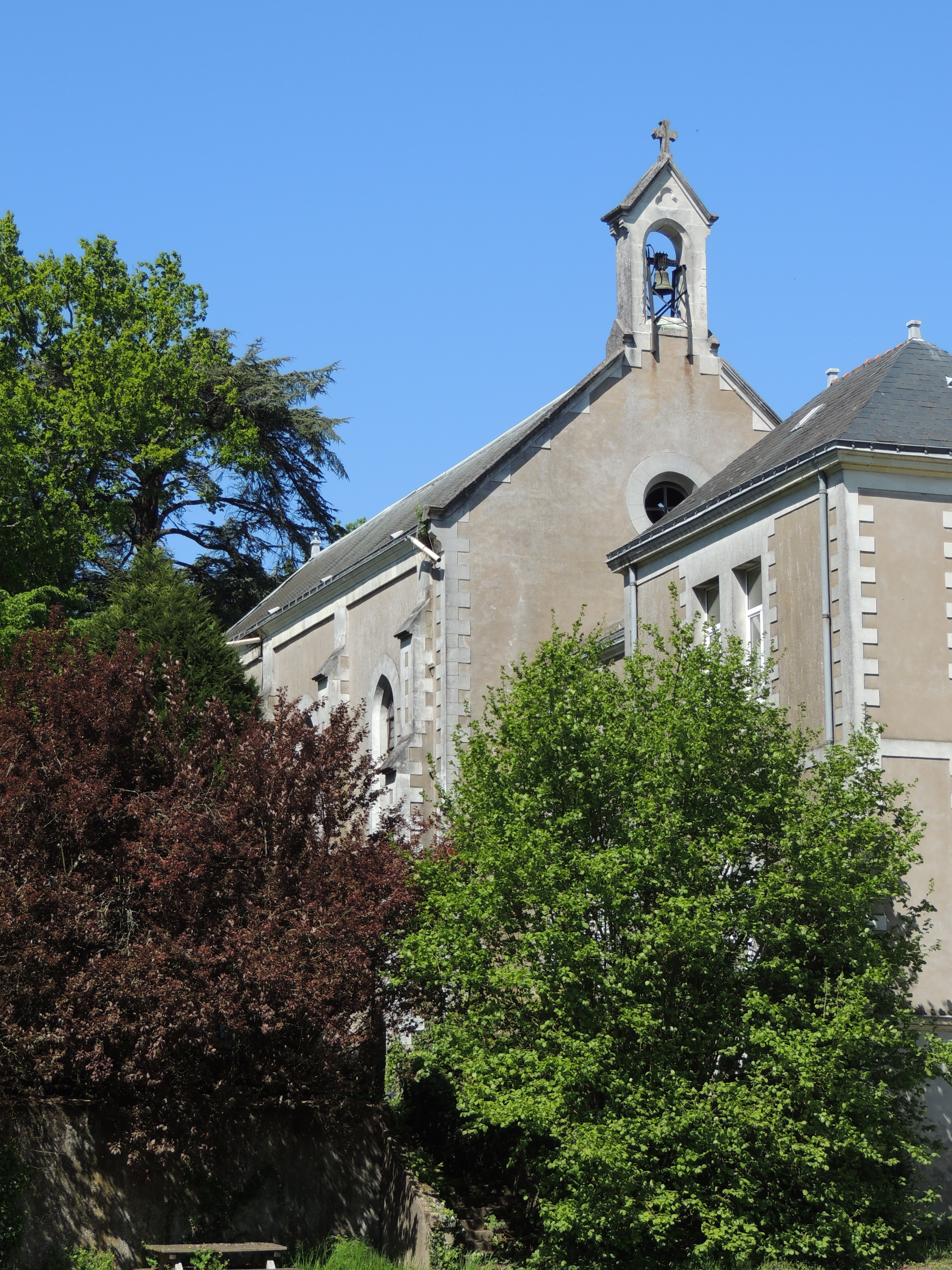
Chapelle: Clocher
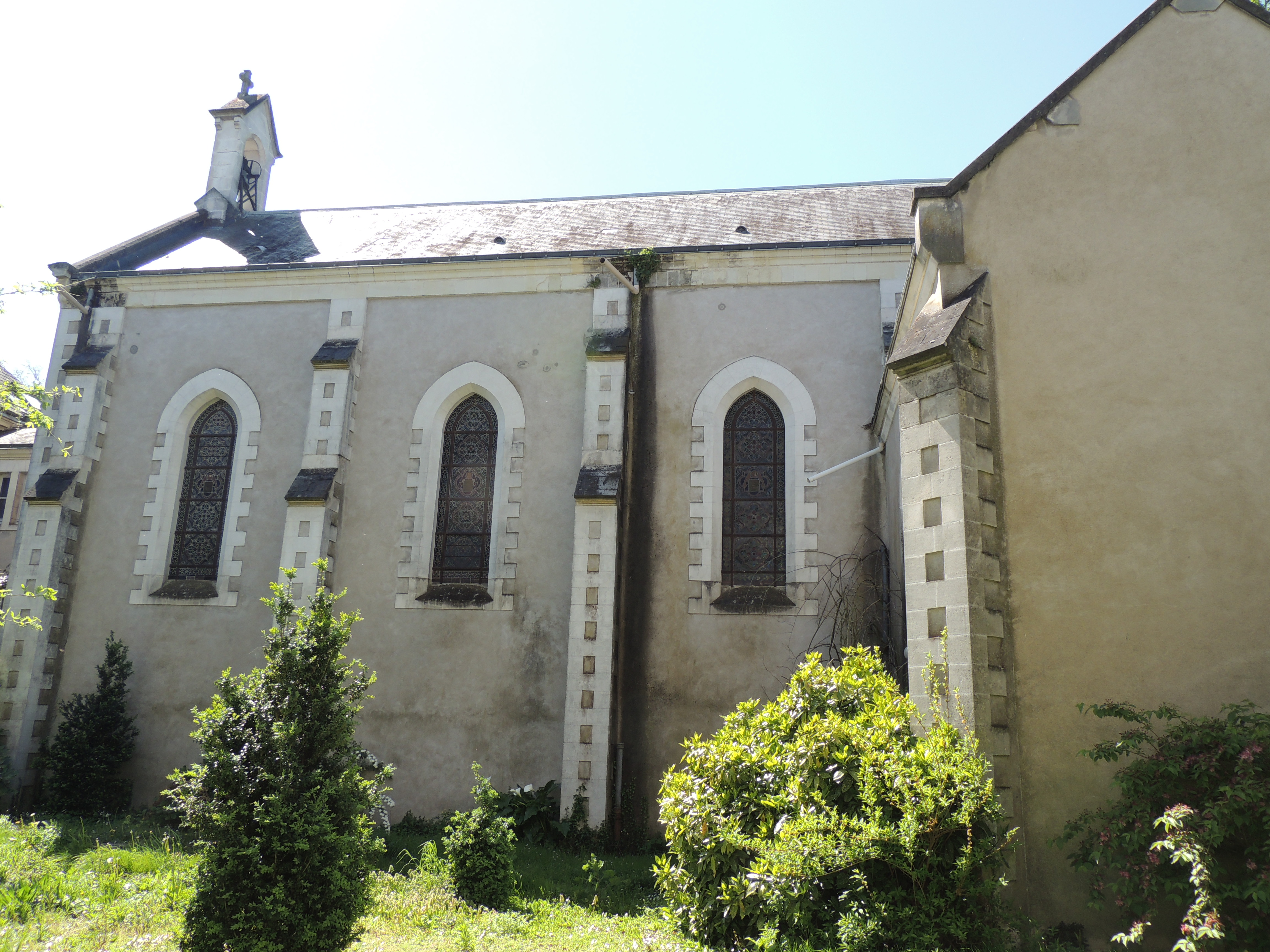
Chapelle: Façade nord-est

## Mit dem Institut verbundene Persönlichkeiten
- Auguste Burgaud (1836–1895)
- Anna Philip (1862–1930)
- Paul Guillard (1910–2008)
- Paul Burckel (1915–2001)
- Louis Yhuel (1926–1999)
- Raymond Barberot (1945–2013)
- Jean-Marie Hallégot (* 1985)